# Desert Hot Springs
Desert Hot Springs ist eine Stadt im Riverside County im US-Bundesstaat Kalifornien. Das U.S. Census Bureau hat bei der Volkszählung 2020 eine Einwohnerzahl von 32.512 ermittelt. Desert Hot Springs gehört zum Coachella Valley, das auch als Desert Empire bezeichnet wird. Seit den 1970er Jahren, als die Einwohnerzahl noch bei 2700 lag, hat die Stadt eine rapide Entwicklung mit deutlichem Bevölkerungsanstieg erlebt.

## Geografie

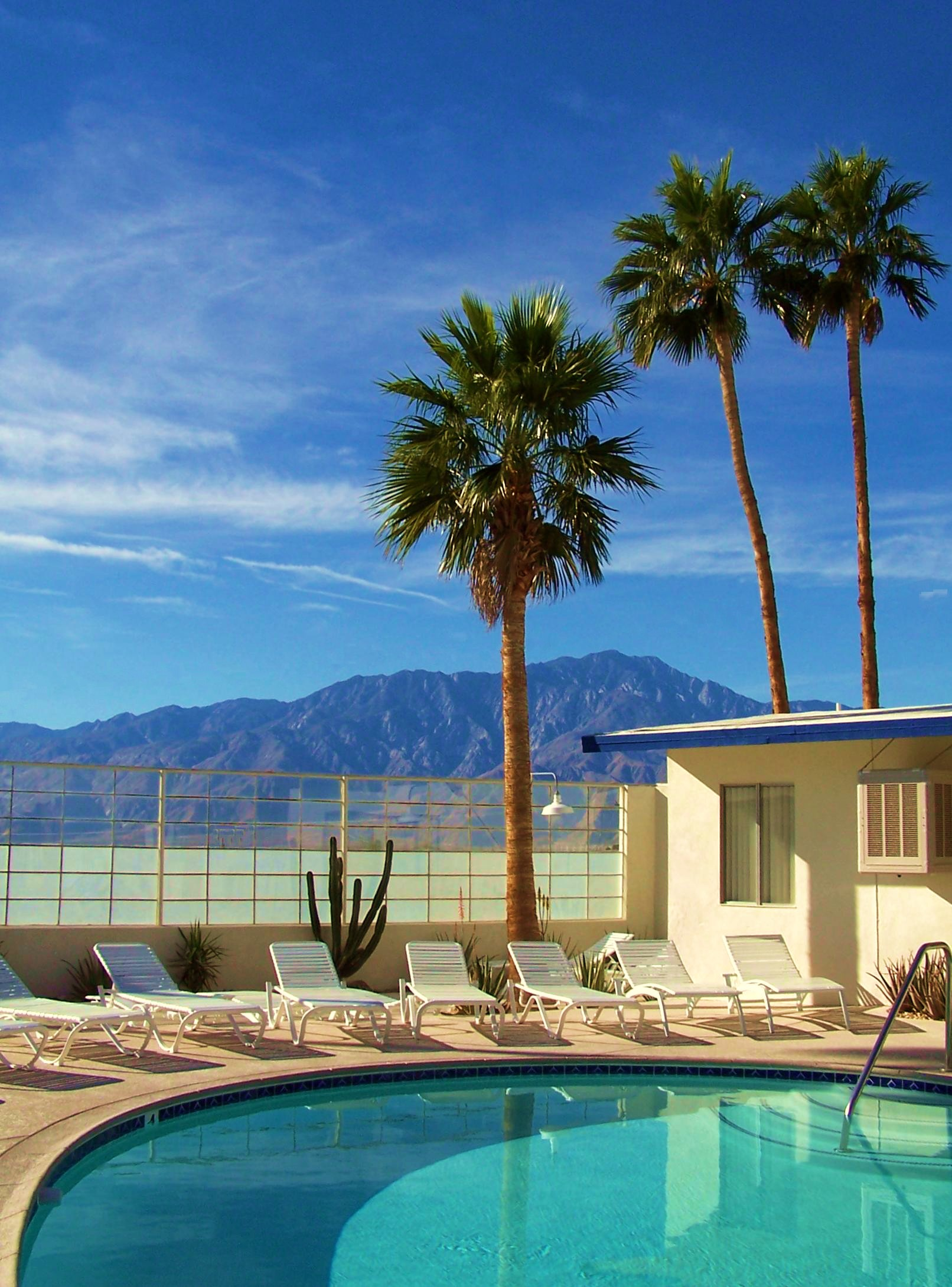
Living Waters Spa

Desert Hot Springs liegt im nördlichen zentralen Riverside County im US-Bundesstaat Kalifornien und ist ausschließlich von gemeindefreiem Gebiet umgeben. Durch die Stadt selbst verlaufen keine bedeutenden Fernverkehrsstraßen, allerdings führt südlich von Desert Hot Springs die Interstate 10 entlang, von der in der Nähe der Stadt die California State Route 62 abgeht, die am östlichen Ortsrand entlang nach Norden führt.
Desert Hot Springs hat nach dem Stand der 2010 erhobenen Volkszählung 25.938 Einwohner und erstreckt sich auf eine Fläche von 61,233 km², von der 61,164 km² Landfläche sind; die Bevölkerungsdichte beträgt somit 424,1 Einwohner pro Quadratkilometer und ist vergleichsweise niedrig.  Das Zentrum von Desert Hot Springs befindet sich auf einer Höhe von 328 m.

### Geologie
Die Stadt verfügt über zwei durch die Mission Creek Fault (Nebenbereich der San-Andreas-Verwerfung) getrennte Grundwasserleiter. Der erste ist für mehrere Thermalquellen verantwortlich, die die Resorts und Spas der Region mit Thermalwasser versorgen. Der zweite Grundwasserleiter auf der anderen Seite der Mission Creek Fault enthält kaltes Wasser aus dem Mission-Springs-Becken. Es wird als Trinkwasser verwendet und hat Preise für besonderen Geschmack gewonnen.

### Klima
Desert Hot Springs hat – wie das ganze Coachella Valley – Heißes Wüstenklima (Effektive Klimaklassifikation: BWh), mit weniger als 150 mm Niederschlag pro Jahr. Die Sommer sind sehr heiß, Temperaturen über 42  °C kommen im Juli und August häufig vor. Die Tiefsttemperaturen in der Nacht liegen zu dieser Zeit zwischen 26 und 32  °C. Auch die Winter in Desert Hot Springs sind mit durchschnittlichen Temperaturen zwischen 20 und 28  °C tagsüber und 10 – 18  °C nachts relativ mild.
|                       | Jan | Feb | Mär | Apr | Mai | Jun | Jul | Aug | Sep | Okt | Nov | Dez |   |      |
| Mittl. Tagesmax. (°C) | 14  | 17  | 20  | 25  | 31  | 38  | 41  | 40  | 35  | 28  | 20  | 13  | ⌀ | 26,9 |
| Mittl. Tagesmin. (°C) | 1   | 4   | 6   | 10  | 16  | 21  | 25  | 23  | 19  | 13  | 6   | 1   | ⌀ | 12,1 |
|                       |     |     |     |     |     |     |     |     |     |     |     |     |   |      |
| Sonnenstunden (h/d)   | 6   | 7   | 9   | 10  | 11  | 13  | 13  | 12  | 11  | 9   | 7   | 6   | ⌀ | 9,5  |
|                       |     |     |     |     |     |     |     |     |     |     |     |     |   |      |
| Regentage (d)         | 3   | 3   | 3   | 2   | 1   | 1   | 3   | 3   | 2   | 2   | 2   | 3   | Σ | 28   |

| 1 |

| 4 |

| 6 |

| 10 |

| 16 |

| 21 |

| 25 |

| 23 |

| 19 |

| 13 |

| 6 |

| 1 |

| 1 |

| 4 |

| 6 |

| 10 |

| 16 |

| 21 |

| 25 |

| 23 |

| 19 |

| 13 |

| 6 |

| 1 |

## Geschichte
Die erste Siedlung im Raum des heutigen Desert Hot Springs entstand durch Cabot Yerxa. Laut seinen Artikeln in der Zeitung "The Desert Sentinel" war Hilda Maude Gray die erste Siedlerin in diesem Gebiet; sie bekam ihren Landanteil im Jahr 1908 zugesprochen. Im Jahr 1913 erreichte Cabot Yerxa die Gegend und entdeckte auf dem Miracle Hill heißes Wasser. Die San-Andreas-Verwerfung teilt das Land in zwei Abschnitte, der eine mit heißem, der andere mit kaltem Wasser. Yerxa ließ hier ein Gebäude im Pueblo-Revival-Stil errichten; es wurde 20 Jahre lang von Hand gebaut und ist heute eines der ältesten Lehmziegelgebäude im Riverside County. Es beherbergt das Cabot’s Pueblo Museum und wurde im Jahr 1965 nach Yerxas Tod ins National Register of Historic Places aufgenommen. Im Februar 2008 eröffnete Cabot’s Trading Post & Gallery.
Die Stadt Desert Hot Springs selbst wurde am 12. Juli 1941 von L. W. Coffee gegründet. Der erste Teil der Stadt entstand an der heutigen Kreuzung von Palm Drive und Pierson Boulevard, seine Größe betrug nur 2,5 km². Der Stadtname wurde von Coffee aufgrund der natürlichen Thermalquellen im Ort gewählt.
In den 1950er-Jahren wurde Desert Hot Springs dank seiner kleinen Spa- und Boutique-Hotels zu einem beliebten Reiseziel. Später entdeckten Immobilienmakler auf der Suche nach Investitionsmöglichkeiten Desert Hot Springs. Infolgedessen wurden auf einer 15,5 km² großen Fläche Tausende Straßen und Grundstücke angelegt. Einige Häuser wurden von Rentnern erworben, und 1963 erhielt Desert Hot Springs mit damals noch 1000 Einwohnern das Stadtrecht.
Die Stadt wuchs in den 1980er- und 1990er-Jahren deutlich. In dieser Zeit wurden viele der noch ungenutzten Grundstücke mit neuen Häusern und Maisonetten bebaut. Bis 1990 konnte sich die Einwohnerzahl mehr als verdoppeln und stieg zur Volkszählung im Jahr 2000 auf 16.582 Einwohner an.
Im Jahr 1993 eröffnete das 3-Sterne-Hotel „Mirage Springs Hotel Resort“. Obwohl das Hotel gute Bewertungen erhielt und die Stadt finanzielle Einkünfte aus dem Unternehmen dringend brauchte, schloss es im Jahr 1998 seine Türen wieder. Mittlerweile wurde es unter dem Namen „Miracle Springs Resort and Spa“ wiedereröffnet.
Die Desert Hot Springs High School besteht seit 1999. Mittlerweile wurde der Bau von zwei neuen öffentlichen Parks und mehreren Country Clubs vorgeschlagen.
Im Jahr 2001 musste die Stadt Konkurs anmelden. Seit 2004 ist Desert Hot Springs wieder zahlungsfähig, Grund hierfür ist die Emission von Anleihen, nachdem die Stadt durch ein Gerichtsurteil zu Zahlungen in Höhe von 6 Millionen US-Dollar verurteilt wurde.

## Demografie
Größte Bevölkerungsgruppe waren 2022 Latinos mit 59,1 %, gefolgt von nicht-spanischstämmigen Weißen mit 26,4 %, Schwarzen mit 8,4 % und Asiaten mit 3,1 %.

## Politik
Desert Hot Springs ist Teil des 28. Distrikts im Senat von Kalifornien, der momentan von Lola Smallwood Cuevas von der Demokratischen Partei vertreten wird, und des 56. Distrikts der California State Assembly, vertreten durch Lisa Calderon, ebenfalls von der Demokratischen Partei. Des Weiteren gehört Desert Hot Springs Kaliforniens 36. Kongresswahlbezirk an, der einen Cook Partisan Voting Index von R+1 hat und vom Demokraten Raul Ruiz vertreten wird.

## Tourismus

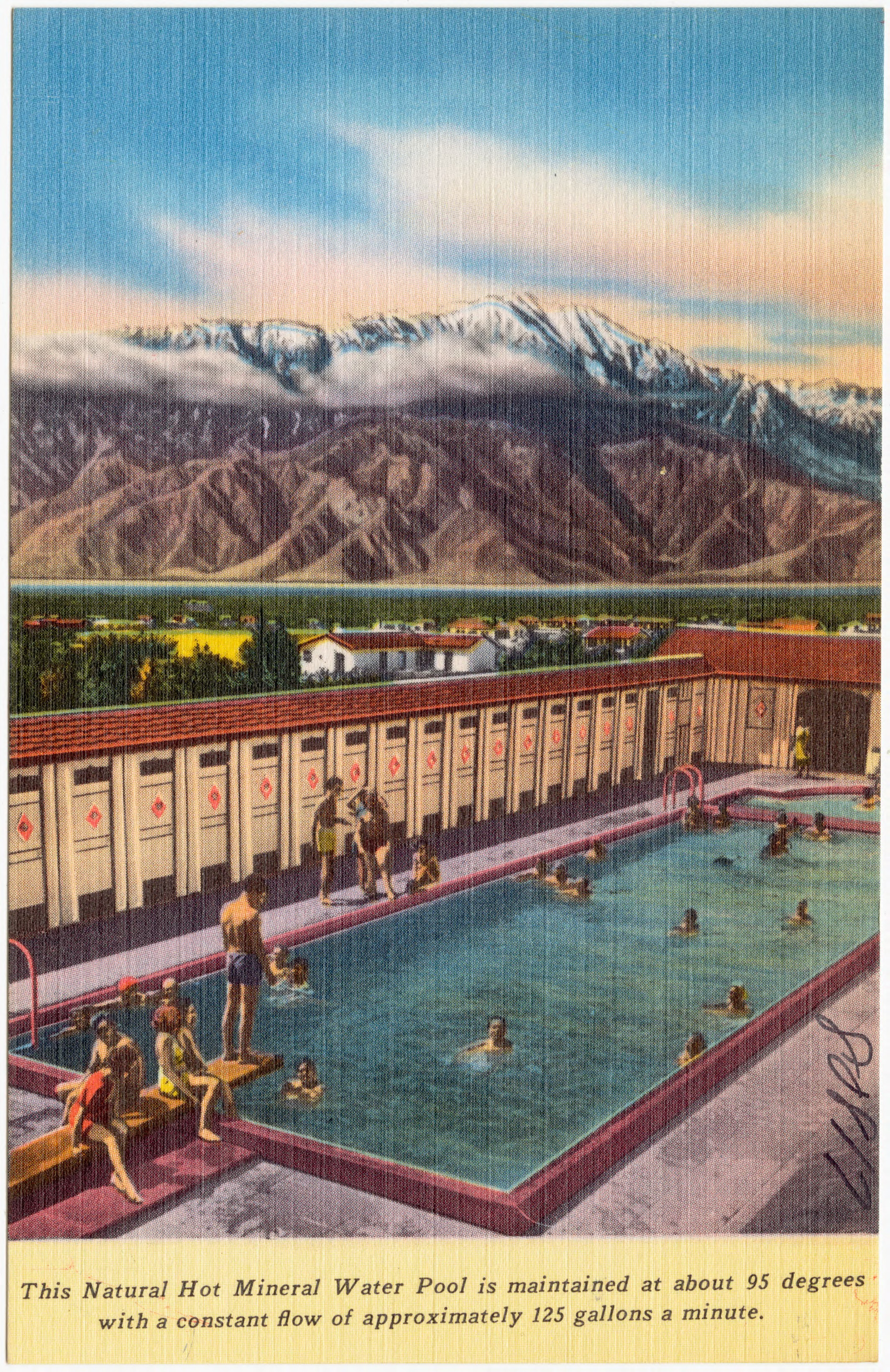
Werbepostkarte für Desert Hot Springs, 1930er- oder 1940er-Jahre

In Desert Hot Springs gibt es mehrere Spas mit heißem Wasser. Während der 1950er- und 1960er-Jahre besaß die Stadt über 80 Spa-Hotels, die oft als „spa-tels“ bezeichnet wurden. Seit den späten 1990er-Jahren wurden viele Boutique-Hotels erneuert und reaktiviert, so z. B. das Desert Hot Springs Motel des Architekten John Lautner. Ein bekanntes Hotel in Desert Hot Springs ist das "Two Bunch Palms Resort". Es diente als Drehort für den Film The Player von 1992. Im Jahr 2001 wurde in der Dokumentationsreihe California's Gold mit Huell Howser das "Desert Hot Springs Hotel and Spa" besucht.

## Persönlichkeiten
- Knute Hill (1876–1963), Politiker, starb 1963 in Desert Hot Springs
- Charles Gunning (1951–2002), Schauspieler und Stuntman, starb 2002 nach einem Autounfall in Desert Hot Springs
- Rick Zumwalt (1951–2003), Schauspieler und Weltmeister im Armdrücken, starb 2003 in Desert Hot Springs
- Noemi Gonzalez (* 1988), Schauspielerin